# Тейшейра, Дуглас Франко
Ду́глас Фра́нко Тейше́йра (порт. Douglas Franco Teixeira; род. 12 января 1988, Флорианополис) более известный как Ду́глас (порт. Douglas) — нидерландский футболист бразильского происхождения, защитник нидерландского любительского клуба «Барбарос» из города Хенгело..

## Клубная карьера

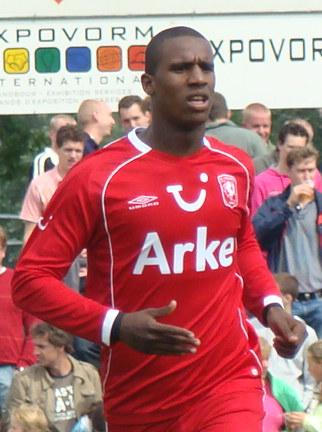
Дуглас в составе «Твенте»

Дуглас с 16 лет выступал в футбольном клубе «Жоинвиль».
1 июля 2013 года Дуглас подписал контракт с «Динамо» Москва на 3 года. Дебютировал в матче 7 тура против «Ростова». В сезоне провёл 21 матч.
29 августа 2015 года Дуглас перешёл в «Трабзонспор» за 1,5 миллиона евро, подписав с клубом трёхлетний контракт.

## Карьера в сборной
Тейшейра ни разу не вызывался в национальную сборную своей страны. После продолжительного выступления в Нидерландах он решил получить гражданство этой страны с целью попасть в сборную Нидерландов. Его стремление одобрил главный тренер национальной сборной Берт ван Марвейк.
2 ноября 2011 Тейшейра получил гражданство Нидерландов. В октябре 2012 года вызывался в расположение сборной Нидерландов, но в майке этой сборной на поле так и не вышел.

## Достижения
«Твенте»
- Чемпион Нидерландов: 2009/10
- Обладатель Суперкубка Нидерландов (2): 2010, 2011
- Обладатель Кубка Нидерландов: 2010/11